# 블레이드 for kakao
블레이드 for Kakao는 액션스퀘어(ActionSquare)가 개발하고 네시삼십삼분(4:33)이 배급하는 모바일 액션 RPG다.
2014년 4월 22일 구글 및 앱스토어에 오픈되었으며 오픈 8일만에 양대 마켓 매출 1위를 기록하였다.
화려한 그래픽과 최강의 액션성과 타격감, 쉬운 조작과 빠른 전투 전개, 저사양에서도 플레이가 가능한 사양 최적화까지 갖추어 모바일 액션 RPG의 새로운 방향을 제시하였다.

## 액션시스템
기본 공격
공격키를 누르면 발동되며 계속 누르고 있으면 콤보 공격이 이어진다. 버튼을 누르는 타이밍에 따라 별도의 콤보가 발동된다.
방어
방어키를 누르면 적의 공격을 방어할 수 있다. 대부분의 공격에 완전 방어가 가능하나 일부 강한 몹의 경우에는 방어를 깨뜨리거나 관통하는 공격이 가능하니 주의해야 한다.
반격 일섬
적의 공격이 닿는 순간 방어키를 누르면 반격 일섬이 발동된다. 이 순간 무적으로 변하며 적에게 치명적인 데미지를 줄 수 있다.
일부 보스의 공격 중에는 반격이 불가능한 공격도 있으니 주의해야 한다. (붉은 색으로 빛나는 분노 공격)
스킬
액티브 스킬의 경우 스킬키를 눌러 발동되며 시전 후에는 쿨타임이 존재하여 쿨타임이 지난 후에 재사용 가능하다. 패시브 스킬의 경우에는 액티브 및 캐릭터의 능력치를 향상하는 다양한 파라메터들로 구성되어 있다.